# Nikon Coolpix 880
Le Nikon Coolpix 880 est un appareil photographique numérique de type compact fabriqué par Nikon de la série de Nikon Coolpix.
Commercialisé en septembre 2000, le 880 est un appareil de dimensions réduites: 10 × 7,5 × 5,3 cm qui possède une définition de 3,2 mégapixels et est équipé d'un zoom optique de 2,5x.

Sa portée minimum de la mise au point est de 40 cm mais ramenée à 4 cm en mode macro.

L'appareil possède des modes d'exposition Auto, P, A et M et son automatisme gère 11 Scènes pré-programmés afin de faciliter les prises de vues (Sable/neige, Coucher de soleil/clair de lune, paysage, portrait, portrait de nuit, feux d'artifice, nocturne, macro, fête/intérieur, reproduction).

L’ajustement de l'exposition est automatique et permet également un mode manuel avec un ajustement dans une fourchette de ±2.0 par paliers de 0,33 EV.

La balance des blancs se fait de manière automatique, mais également semi-manuel avec des 5 options pré-réglées (fin, lumière incandescent, tubes fluorescents, trouble, éclair).

Son flash incorporé a une portée effective de 0,4 à 3,7 en grand-angle et 0,4 à 2,5 m en téléobjectif et dispose de la fonction atténuation des yeux rouges.

Son mode Rafale assure 1,5 image par seconde.

## Caractéristiques
- Capteur CCD taille 1/1,8 pouce - 3,34 millions de pixels, effective: 3,2 millions de pixels
- Zoom optique: 2,5x, numérique: 4×
- Distance focale équivalence 35 mm: 38-95 mm
- Ouverture de l'objectif: F/2,8-F/4,2
- Vitesse d'obturation: 8 à 1/1000 seconde
- Sensibilité: Auto et manuel 100 - 200 et 400 ISO
- Stockage: CompactFlash type I - pas de mémoire interne
- Définition image maxi: 2048×1536 au format JPEG et TIFF
- Autres définitions: 1024×768 et 640×480
- Définitions vidéo: 320x240 à 30 images par seconde au format QuickTime.
- Connectique: USB type B - sortie vidéo composite
- Écran LCD de 1,8 pouce - matrice active TFT de 110 000 pixels
- Pile au lithium type 2CR5 ou en option batterie propriétaire rechargeable Lithium-ion type EN-EL1.
- Poids: 320 g avec accessoires (batteries-mémoire externe)
- Finition: argent et noir.